# Live in the USA
Live in the USA è l'undicesimo album dal vivo del gruppo musicale rock britannico Uriah Heep. È stato registrato al U.S. Classic Rock Festival nel 2002, e pubblicato nel maggio 2003.

## Tracce
1. Rainbow Demon (Hensley) – 3:55
2. Easy Livin' (Hensley) – 3:07
3. The Wizard (Hensley/Clarke) – 4:16
4. Return to Fantasy (Hensley/Byron) – 4:52
5. Tales (Hensley) – 4:45
6. Heartless Land (Box/P.Lanzon/M.Lanzon) – 4:57
7. Blind Eye (Hensley) – 3:52
8. The Other Side of Midnight (Box/Daisley/Goalby/Kerslake/Sinclair) – 4:17
9. That's the Way That It Is (Bliss) – 4:08
10. The Magician's Birtday (Hensley/Box/Kerslake) – 12:43

## Formazione
- Bernie Shaw - voce
- Mick Box - chitarra
- Phil Lanzon - tastiere
- Trevor Bolder - basso
- Lee Kerslake - batteria